# Episodi di Supernatural (tredicesima stagione)

Logo della tredicesima stagione

La tredicesima stagione di Supernatural è stata trasmessa dall'emittente statunitense The CW dal 12 ottobre 2017 al 17 maggio 2018 ed è stata la seconda con Andrew Dabb e Robert Singer come showrunner. Alexander Calvert entra nel cast dei personaggi ricorrenti nel ruolo del Nephilim Jack.
In Italia è andata in onda in prima visione assoluta su Rai 4 dal 21 dicembre 2019 al 26 gennaio 2020.
Gli antagonisti principali della stagione sono il principe infernale Asmodeus, Lucifero e Michele, quest'ultimo proveniente da un universo alternativo.
| n° | Titolo Originale          | Titolo Italiano               | Prima TV USA     | Prima TV Italia  |
| -- | ------------------------- | ----------------------------- | ---------------- | ---------------- |
| 1  | Lost and Found            | Affetti perduti               | 12 ottobre 2017  | 21 dicembre 2019 |
| 2  | The Rising Son            | Il figlio nascente            | 19 ottobre 2017  | 22 dicembre 2019 |
| 3  | Patience                  | Patience                      | 26 ottobre 2017  | 22 dicembre 2019 |
| 4  | The Big Empty             | Il grande vuoto               | 2 novembre 2017  | 28 dicembre 2019 |
| 5  | Advanced Thanatology      | Tanatologia avanzata          | 9 novembre 2017  | 28 dicembre 2019 |
| 6  | Tombstone                 | Tombstone                     | 16 novembre 2017 | 29 dicembre 2019 |
| 7  | War of the Worlds         | Guerra dei mondi              | 23 novembre 2017 | 29 dicembre 2019 |
| 8  | The Scorpion and the Frog | Lo scorpione e la rana        | 30 novembre 2017 | 4 gennaio 2020   |
| 9  | The Bad Place             | Il brutto posto               | 7 dicembre 2017  | 4 gennaio 2020   |
| 10 | Wayward Sisters           | Sorelle ribelli               | 18 gennaio 2018  | 5 gennaio 2020   |
| 11 | Breakdown                 | Depressione                   | 25 gennaio 2018  | 5 gennaio 2020   |
| 12 | Various & Sundry Villains | Assortimento vario di cattivi | 1 febbraio 2018  | 11 gennaio 2020  |
| 13 | Devil's Bargain           | Affare del diavolo            | 8 febbraio 2018  | 11 gennaio 2020  |
| 14 | Good Intentions           | Buone intenzioni              | 1 marzo 2018     | 12 gennaio 2020  |
| 15 | A Most Holy Man           | Un uomo santissimo            | 8 marzo 2018     | 12 gennaio 2020  |
| 16 | Scoobynatural             | Scoobynatural                 | 29 marzo 2018    | 18 gennaio 2020  |
| 17 | The Thing                 | La cosa                       | 5 aprile 2018    | 18 gennaio 2020  |
| 18 | Bring 'em Back Alive      | Riportateli indietro vivi     | 12 aprile 2018   | 19 gennaio 2020  |
| 19 | Funeralia                 | Alleanze                      | 19 aprile 2018   | 19 gennaio 2020  |
| 20 | Unfinished Business       | Affari in sospeso             | 26 aprile 2018   | 25 gennaio 2020  |
| 21 | Beat the Devil            | Batti il diavolo              | 3 maggio 2018    | 25 gennaio 2020  |
| 22 | Exodus                    | Il grande esodo               | 10 maggio 2018   | 26 gennaio 2020  |
| 23 | Let the Good Times Roll   | Che lo spasso abbia inizio    | 17 maggio 2018   | 26 gennaio 2020  |

## Affetti perduti
- Titolo originale: Lost and Found
- Diretto da: Philip Sgriccia
- Scritto da: Andrew Dabb

### Trama
North Cove, Washington. Constatata la morte di Castiel, Dean raggiunge Sam e non appena vede il Nephilim, Jack, nelle sembianze di un giovane ragazzo, gli spara immediatamente: il Nephilim reagisce usando i suoi poteri e fa svenire i due Winchester che riprendono conoscenza molte ore dopo. Nel frattempo, intenzionato a trovare suo padre, Jack arriva a un locale dove lavora il figlio dello sceriffo della cittadina: quest'ultimo, trovandolo completamente nudo e quasi estraniato, lo accompagna alla centrale di polizia, dove poi giungono anche i fratelli Winchester. Sam ha quindi modo di parlare con Jack e si convince che questi sia solo un ragazzo non ancora contagiato dalla malvagità del padre: Jack gli spiega di essere cresciuto così rapidamente e di aver imparato a parlare da sua madre, che lo ha messo in guardia dai pericoli del mondo. Inoltre pensa che Castiel sia il suo vero padre, rimanendo quindi molto dispiaciuto quando Sam gli rivela che è morto. Dean, nel frattempo, non accenna a cambiare idea sulla pericolosità di Jack e rimane contrariato dal fatto che Chuck stia ignorando le sue preghiere. Alla stazione di polizia arrivano tre angeli che hanno intenzione di usare gli immensi poteri di Jack a loro vantaggio per il Paradiso: Sam riesce a scacciarne due disegnando un simbolo enochiano col sangue ma il terzo, prima di essere ucciso da Sam, pugnala Jack al cuore con la sua lama angelica: fortunatamente il ragazzo subisce il colpo senza riportare alcun danno. Sam riesce quindi a convincere Dean a portare Jack con loro al bunker e il maggiore dei Winchester accetta ma solo fino a che non troveranno un modo per ucciderlo. Tornati alla casa sul lago, Dean confessa al fratello che ha pregato disperatamente Dio per poter sistemare le cose, ma non ha ricevuto alcuna risposta. Dopo aver detto addio al loro amico, Sam e Dean bruciano il corpo di Castiel su una pira. Nel frattempo, nell'altra dimensione, Lucifero decide di non uccidere Mary perché intende sfruttarla per i suoi scopi.
- Supernatural Legend: Nephilim, Lucifero, angeli.
- Guest star: Samantha Smith (Mary Winchester), Andrea Menard (Christine Barker), Rob Raco (Clark Barker), Carlena Britch (Miriam), Ish Moris (Conrad),
- Altri interpreti: Brett Kelly (ragazzo del fast food), Erika Walter (Lily).
- Musiche: Nothing Else Matters (Metallica)
- Ascolti USA: telespettatori 2,10 milioni - rating 18-49 anni 0,7%[2]

## Il figlio nascente
- Titolo originale: The rising son
- Diretto da: Thomas J. Wright
- Scritto da: Eugenie Ross-Leming e Brad Buckner

### Trama
Il quarto e ultimo principe infernale, Asmodeus, ritorna all'Inferno e dichiara di voler sedere sul trono fino al ritorno di Lucifero e suo figlio, inviando poi alcuni suoi sottoposti a cercarli. Nel frattempo Lucifero rivela a Mary di volerla usare come merce di scambio per riottenere suo figlio, mentre Dean e Sam durante il loro ritorno in Kansas, fanno una sosta nel Wyoming e si prendono cura di Jack. I fratelli Winchester continuano a non essere d'accordo su cosa farne di Jack, inoltre passando del tempo con lui si rendono conto che è innocuo e non sa neanche di cosa è capace. Sam ritiene che Jack possa riaprire lo squarcio temporale e riportare indietro Mary, ma Dean gli consiglia di mettersi l'anima in pace convinto che Lucifero abbia ucciso la loro madre. I tre vengono raggiunti dal profeta Donatello Redfield, che ha seguito le emanazioni di energia prodotte dal potere del Nephilim, e realizza che Jack, a differenza di Lucifero, non emana potere oscuro, quindi Sam capisce che devono difendere il ragazzo perché può essere facile bersaglio di angeli e demoni. Sam è convinto che se Jack dovesse crescere dalla parte dei buoni non potrebbe mai diventare malvagio, ma Dean, ancora adirato per la scomparsa di Mary e Castiel, non condivide il suo pensiero e vuole trovare il modo di sbarazzarsi di lui prima che avvenga l'irreparabile. Stanco di ascoltare i loro litigi, Jack si allontana ma viene subito ritrovato da Sam che gli mostra fiducia e promette di aiutarlo a controllare i suoi poteri. Nel frattempo i Winchester si accorgono troppo tardi che sono stati pedinati da alcuni demoni; con un inganno Jack viene rapito da Asmodeus, che ha assunto l'aspetto di Donatello, e conduce il ragazzo vicino a una porta dell'Inferno: il Principe Infernale infatti convince il giovane a usare i suoi poteri per liberare gli Shedim, le creature più mostruose dell'Inferno, ma Sam, Dean e il vero Donatello giungono appena in tempo per fermarlo. Asmodeus blocca Sam e Dean, poi tenta di convincere Jack a seguirlo, promettendogli grandi cose, ma il ragazzo rifiuta e costringe il demone alla fuga. Giunti al bunker, Dean rivela a Jack che al contrario di Sam è convinto che non possa essere salvato dal suo destino e che quando e se giungerà il momento di ucciderlo lo farà lui stesso. Nel frattempo Lucifero e Mary incontrano l'arcangelo Michele dell'altra dimensione, che è riuscito a uccidere il "suo" Lucifero: i due arcangeli cominciano a combattere ma Michele decide di non uccidere Lucifero e di usarlo a suo vantaggio.
- Supernatural Legend: Demoni, Shedim, Lucifero.
- Guest star: Jeffrey Vincent Parise (Asmodeus), Christian Keyes (Michele), Keith Szarabajka (Donatello Redfield).
- Altri interpreti: Alex Barima (Drexel), Eric Breker (cacciatore), Mark Sweatman (tatuatore).
- Musiche: Blades (Zellots), Graveyard Shift (Lynda Kay).
- Ascolti USA: telespettatori 1,90 milioni - rating 18-48 anni 0,7%[3]

## Patience
- Titolo originale: Patience
- Diretto da: Robert Singer
- Scritto da: Robert Berens

### Trama
A Omaha, un Wraith uccide una sensitiva, amica di Missouri Moseley, una vecchia conoscenza dei Winchester che chiede il loro aiuto. Dean vuole indagare al caso con Jody, dopo aver litigato con Sam che decide di rimanere al bunker per tentare di aiutare Jack con i suoi poteri e inoltre gli fa vedere un videomessaggio che gli ha lasciato la madre prima di morire. Jack si rende conto di essere un pericolo, sa che Dean lo odia per questo ed è spaventato, ma Sam cerca di supportarlo e capisce cosa prova, ricordando il periodo in cui era lui aveva sviluppato i poteri e doveva controllare la sete di sangue demoniaco. Missouri comunica a Dean e Jody che il Wraith predilige cibarsi dei cervelli dei sensitivi e dopo aver avuto una visione incarica loro di proteggere suo figlio James e sua nipote Patience. Arrivati in Georgia, Dean e Jody apprendono che Missouri è morta e si danno da fare per salvare la famiglia della loro amica. La giovane Patience è dotata degli stessi poteri della nonna ma non ne ha mai parlato al padre, che ha deciso di allontanarsi da Missouri e dalla vita da cacciatore dopo che sua moglie è morta, nonostante sua madre gli avesse detto che si sarebbe salvata dalla malattia che la affliggeva. Grazie alle visioni di Patience, Dean riesce a uccidere il Wraith e poi consiglia alla ragazza di ascoltare suo padre che la spinge a reprimere il suo dono, mentre Jody le dice di fare solo ciò che la rende felice. Tornato al bunker Dean ha un'altra accesa discussione con Sam riguardo Jack. Sam trova ingiusto che il fratello non voglia provare a salvare il ragazzo, come ha fatto con lui quando aveva i poteri demoniaci. Dean ribadisce che la questione con Jack è diversa perché lui è una creatura pericolosa, essendo il figlio di Lucifero, dunque non merita di essere salvato, ma la verità è che il cacciatore non riesce neanche a guardarlo senza pensare che per colpa sua hanno perso la loro madre e Castiel. I due sono ignari che Jack sta ascoltando la discussione in disparte; il Nephilim usa inconsapevolmente i suoi poteri e la sua voce arriva a Castiel, che si sveglia in un luogo buio.
- Supernatural legend: Sensitivi, Wraith.
- Guest star: Loretta Devine (Missouri Moseley), Kim Rhodes (Jody Mills), Adrian Holmes (James Turner), Clark Backo (Patience Turner).
- Musiche: Rip This Joint (The Rolling Stones)
- Ascolti USA: telespettatori 1,93 milioni - rating 18-49 anni 0,6%[4]

## Il grande vuoto
- Titolo originale: The Big Empty
- Diretto da: John Badham
- Scritto da: Meredith Glynn

### Trama
Sam convince Dean a coinvolgere Jack nel loro nuovo caso, che li conduce nel Wisconsin, dove alcune persone sono state uccise dai loro familiari deceduti. I tre scoprono che le vittime andavano da una consulente psichiatrica, Mia Vallens che è una mutaforma. Infatti lei segretamente assume l'aspetto dei parenti deceduti dei suoi pazienti per dare loro la possibilità di salutarli un'ultima volta. I fratelli Winchester minacciano di ucciderla, ma Mia si dichiara innocente dicendo di non aver mai fatto del male a nessuno. La ragazza però sospetta che il responsabile degli omicidi sia il suo ex fidanzato, Buddy, anche lui mutaforma, che aveva lasciato perché si era rivelato uno spietato assassino. Mentre Sam e Dean danno la caccia a Buddy, Jack si rivolge a Mia per vedere per la prima volta dal vivo sua madre Kelly alla quale rivela le sue paure e si convince di avere un posto nel mondo e di poter essere buono. Nel frattempo però Buddy irrompe nello studio di Mia, con le sembianze di Dean, e attacca sia Jack che la mutaforma. Proprio mentre Buddy sta per uccidere Sam, Jack usa i suoi poteri salvando tutti e Dean gliene rende atto. Sam invece confessa al fratello di cominciare anche lui a credere che Mary sia ormai morta, ma Dean lo prega di avere fiducia per tutti e due. Nel frattempo Castiel ha modo di parlare con la personificazione del Nulla, il vuoto primordiale esistente prima della Creazione nonché luogo in cui si trova ora (come tutti gli angeli e i demoni morti), che assume il suo aspetto e tenta di costringerlo a tornare nel sonno eterno: Castiel gli promette che lo terrà sveglio fino a farlo impazzire e pertanto l'entità decide di rimandarlo sulla Terra.
- Supernatural Legends: Mutaforma, Nulla.
- Guest star: Courtney Ford (Kelly Kline), Rukiya Bernard (Mia Vallens), Niall Matter (Buddy).
- Altri interpreti: Matt Hamilton (Wes Bailey), Kayla Deorksen (Erica), Brenda Matthews (Gloria).
- Ascolti USA: telespettatori 1,82 milioni - rating 18-49 anni 0,6%[5]

## Tanatologia avanzata
- Titolo originale: Advanced Thanatology
- Diretto da: John Showalter
- Scritto da: Steve Yockey

### Trama
Grand Junction, Colorado. Due ragazzini, Evan e Shawn, si intrufolano in una casa abbandonata per osservare e riprendere i fantasmi; durante la visita vengono attaccati da un fantasma con una maschera col becco (simile a quella che i medici usavano durante la peste bubbonica) che con un trapano si avventa su Evan che sparisce misteriosamente. Sam propone a Dean di indagare assieme sul caso, lasciando Jack al bunker. Dean prova a parlare con Shawn, ma il ragazzo, a causa del trauma subito, ha smesso di parlare e continua a disegnare la maschera del fantasma. La madre di Shawn è preoccupata e li indirizza a Mike, un altro amico del figlio. Durante la notte Shawn ha un incubo e la madre lo rassicura, dopodiché il fantasma si palesa in camera del ragazzo e lo rapisce. Nel frattempo Sam cerca di compiacere Dean, offrendogli birra a colazione, ordinando patatine fritte con chili, ma il fratello gli chiede come mai si comporti così; Sam gli risponde che vuole che lui torni a credere in qualcosa, ma Dean gli risponde che prima o poi troverà il modo come ha sempre fatto. Facendo delle ricerche Sam scopre che la casa dove è sparito Evan era del dottor Avery Meadows che negli anni '60 praticava la lobotomia per curare qualsiasi patologia mentale. Il medico, inoltre, tratteneva i pazienti nella sua abitazione e li sfruttava per i suoi esperimenti. Indagando nell'abitazione di Meadows scoprono che il fantasma del dottore è legato alle maschere della peste e, dopo averle bruciate, il fantasma sparisce. Tuttavia, si accorgono che nell'edificio ci sono i fantasmi dei pazienti e per trovare i loro corpi Dean usa lo stratagemma della morte temporanea tramite iniezione entro tre minuti. La mietitrice Jessica vede Dean e sconvolta si reca nell’archivio di Morte dove avvisa qualcuno che Dean è nel “Velo”. Nel frattempo Dean rincorre un fantasma, ma viene fermato da quello di Shawn che gli racconta che il fantasma del medico l’ha posseduto e l’ha indotto a uccidersi, inoltre gli dice che non possono uscire da lì. Allo scadere del tempo, Sam non riesce a riportare in vita Dean, infatti appare Billie, la mietitrice uccisa da Castiel, la quale spiega che dopo aver ucciso la Morte originale, il primo Mietitore che muore diventa la Morte successiva. Billie chiede a Dean informazioni sul viaggio interdimensionale che ha compiuto grazie ai poteri del Nephilim, perché è l’unico “angolo buio” di cui Morte non può vedere, ma in cambio lui le chiede di dare la pace ai fantasmi che infestano il luogo. Billie capisce che Dean è cambiato e che prova il desiderio di morire, lui confessa che dopo aver perso sua madre e Castiel non ha più voglia di combattere e non supplicherà di tornare in vita. Ma Billie mostra a Dean uno scaffale pieno di libri che riportano tutte le possibili morti a cui lui può andare incontro e nessuno di quei libri riporta che Dean debba morire in quel momento. Inoltre gli rivela che lui e suo fratello hanno un importante compito da eseguire e pertanto lo riporta in vita. Risolto il caso, Dean rivela a Sam, dopo qualche tentativo di sviare il discorso, cos'è successo e ammette di non stare bene perché credeva che grazie ai loro sforzi il mondo sarebbe stato un posto migliore, invece ora non crede in niente e necessita, quindi, di una vittoria, di un evento positivo per tornare a credere. Alcune ore dopo ricevono un'inattesa telefonata da Castiel che chiede di raggiungerli nel posto in cui si trova. I Winchester, ancora increduli, sono sorpresi di vedere che il loro amico è tornato in vita.
- Supernatural Legends: Fantasmi, Mietitori, Morte.
- Guest star: Lisa Berry (Billie/Morte), Seth Isaac Johnson (Shawn Raider), Alisen Down (Penny Raider).
- Altri interpreti: Kayla Stanton (Jessica), Josh Hudniuk (Evan).
- Musiche: It's Never Too Late (Steppenwolf)
- Ascolti USA: telespettatori 1,71 milioni - rating 18-49 anni 0,6%[6]

## Tombstone
- Titolo originale: Tombstone
- Diretto da: Nina Lopez-Corrado
- Scritto da: Davy Perez

### Trama
Dodge City, Kansas. Dean e il sergente Joe stanno dando la caccia a qualcosa in un cimitero ma Joe viene catturato da un essere che lo trascina sottoterra.
48 ore prima: Sam e Dean sono increduli nel rivedere Castiel vivo, il quale racconta che era finito nel Vuoto, un posto buio in cui non c’è nulla e dove finiscono tutti gli angeli e i demoni quando muoiono. Castiel spiega di aver convinto il Vuoto a rispedirlo sulla Terra quando si è svegliato dopo aver sentito una voce chiamarlo. I Winchester pensano che sia stato Dio, ma Castiel dice loro che Dio non ha potere nel Vuoto, dunque i ragazzi ipotizzano che sia opera di Jack. Sam, Dean e Castiel rientrati nel bunker domandano a Jack se sia stato lui a risvegliare Castiel, ma il ragazzo, non essendo sicuro, dice solo che ha pregato e supplicato affinché Castiel tornasse. Nel frattempo Jack comunica ai tre che ha anche trovato un caso, sostenendo che possa trattarsi di zombie. Sam e Castiel non sembrano molto convinti, mentre Dean appoggia l’idea e si dirigono a Dodge City, dove alloggiano in un motel a tema western, di cui Dean è patito. Durante la notte un agente di polizia viene ucciso dopo aver fermato un pickup sospetto. Castiel e Jack parlano a proposito del Paradiso, dove ora Kelly riposa in pace, e di cosa è successo in assenza di Castiel. L'angelo è meravigliato di sapere che Jack ricordi di quello che è accaduto prima della sua nascita e il ragazzo gli rivela di avere profonda fiducia in lui, perché la madre si era affidata a Castiel. Monitorando i casi della polizia, Jack informa i Winchester che è stato rinvenuto un altro cadavere, dunque i ragazzi si dividono: Sam e Jack andranno all’obitorio, mentre Dean e Castiel sul luogo del delitto. Dean e Castiel raggiungono la polizia locale, vestiti come Texas rangers, e il responsabile del caso, il sergente Joe Phillips, li avvisa che lui è lo zio dell’agente morto. Jack e Sam intanto fanno la conoscenza di Athena, una giovane anatomopatologa, che dice ai ragazzi di non sapere cosa stia succedendo in città. Nel cimitero, Sam e Jack ritrovano un osso pelvico con segni di morsi e capiscono che dietro la profanazione delle tombe e la morte dell'agente di polizia che stava indagando su di essa si cela un Ghoul. Sfortunatamente i Ghoul possono assumere le sembianze di qualunque vittima della quale si cibano, ma Jack, collegandosi alle telecamere di sorveglianza stradale, riesce a risalire al giorno della morte dell’agente e notano che il guidatore del furgone altro non è che Dave Mather, un famoso cowboy di fine Ottocento. Intanto Athena riceve una lettera di ammissione all’università di Los Angeles e ne parla col suo ragazzo Dave, il quale però cerca di dissuaderla dall'accettare, perché non vuole allontanarsi dalla ragazza e dalla città in cui vivono. Durante la discussione Athena informa Dave che alcuni federali stanno investigando sulla profanazione delle tombe e lui, preoccupato, scappa improvvisamente. Infatti la ragazza non sa che in realtà Dave è un Ghoul ed è il responsabile degli omicidi e delle profanazioni. Dopo aver compiuto una rapina in banca per poter fuggire con la sua ragazza, Dave cerca di scappare ma arrivano Sam, Dean, Castiel e Jack che tentano di fermarlo. Dave comincia a sparare, i Winchester gli rispondo col fuoco: Dean lo ferisce ma il Ghoul riesce a fuggire. Jack decide di intervenire usando i suoi poteri, però inavvertitamente colpisce la guardia della banca che si era intromessa nello scontro. Il ragazzo, spaventato, è pentito di aver ucciso un innocente e chiede a Castiel di guarirlo, ma questo non è possibile in quanto l'uomo è morto sul colpo. I quattro tornano in albergo dove Dean ordina a Sam e Castiel di riportare Jack al bunker, mentre lui rimane in città per catturare il Ghoul. Dave, ferito e barcollante, raggiunge Athena e le dice che ha rapinato una banca per permetterle di andare all’università e trasferirsi insieme. Inoltre le confida di essere lui il responsabile delle morti in città, ma la ragazza spaventata cerca di allontanarlo. Nel frattempo Dean chiede l'aiuto del sergente Joe Phillips per catturare Dave, in quanto lui ha intenzione di vendicarsi della morte del nipote, così entrambi vanno al cimitero vicino all’obitorio dove il sergente viene catturato. Dean scende nel tunnel sotterraneo per recuperare il sergente e si ritrova nell’obitorio in cui Dave tiene in ostaggio Athena e Joe. Dave tiene sotto tiro Dean e mentre lo distrae Joe gli spara e lo decapita. Il sergente chiede a Dean che cosa fosse quell’uomo e lui, dopo averlo messo al corrente dell'esistenza del soprannaturale, gli risponde che quell’essere ha ucciso tutti, compresa la guardia della banca. In viaggio sull'Impala, Castiel prova a consolare Jack e gli confessa che anche lui ha fatto cose di cui si pente, ha ucciso amici e che per questo anche lui soffre, ma che non saranno gli errori un motivo per non andare avanti. Dean, una volta tornato al bunker, afferma che è riuscito a risolvere il caso e fa capire a Sam che sia stato un bene il riuscire a nascondere la morte della guardia, incolpando Dave. Ma Jack risponde che non è così, perché lui ha ucciso un innocente che aveva una famiglia e, nonostante i tentativi dei suoi tre amici di consolarlo, lui non riesce a perdonarsi. Inoltre comprende che i tre hanno paura di lui e questo lo porta alla convinzione che è solo un altro mostro. Dean gli fa capire che ognuno di loro ha le mani sporche di sangue e che la loro vita non è facile, di conseguenza anche loro sono dei "mostri". Jack afferma che ogni volta che prova a fare qualcosa di buono, le persone vengono ferite e quindi per evitare di mettere in pericolo i suoi amici li colpisce per allontanarli e poi abbandona il bunker.
- Supernatural Legend: Ghoul.
- Guest star: Sarah Troyer (Athena Lopez), Jonathan Cherry (Dave Mather), Eric Schweig (Sergente Joe Phillips).
- Altri interpreti: Paul C. Grenier (Carli Philips), Jason Asuncion (Lenny).
- Musiche: Space Cowboy (Steve Miller Band), They Call Me Zombie (Messer Chups), Hot Rod Rockin' (Thaddeus Rose & The Thorns)
- Ascolti USA: telespettatori 1,89 milioni - rating 18-49 anni 0,7%[7]

## Guerra dei mondi
- Titolo originale: War of The Worlds
- Diretto da: Richard Speight Jr.
- Scritto da: Eugenie Ross-Leming e Brad Buckner

### Trama
Nell'altra dimensione, l'arcangelo Michele, dopo aver intrappolato e torturato Lucifero, legge la sua mente per sapere di più sulla dimensione dalla quale proviene, rimanendone affascinato e gli rivela che ha intenzione di visitare il suo mondo. Inoltre l'arcangelo adesso conosce anche le sue paure, come quella di ritornare nella gabbia, e gli dice che lo terrà imprigionato. Nel frattempo i fratelli Winchester cercano di rintracciare Jack, ma senza successo. Castiel afferma che l’assenza di segni è di per sé un segno, perché potrebbe voler dire che Jack è stato rapito dai demoni e portato all’Inferno o peggio dagli angeli e imprigionato in Paradiso. Castiel ha intenzione di parlare con un angelo di sua conoscenza, Dean si offre di accompagnarlo ma lui rifiuta perché la sua fonte ha paura degli estranei, e decide di andare da solo. Nel frattempo Dean trova un caso: tre corpi sgozzati accanto ai quali si trovano occorrenti per incantesimi di stregoneria. Tuttavia tali morti non sembrano opera di cacciatori, come sostiene Dean, perché sono troppo violente. Intanto all'Inferno, Asmodeus cerca di contattare Jack tramite la telepatia e un suo demone lo avvisa che non ci sono tracce del ragazzo, che sembra essere sparito e che non è neanche coi Winchester. Nell’altra dimensione, Michele assieme a Kevin Tran estrae parte della grazia di Lucifero per realizzare un incantesimo con il quale aprire un nuovo varco interdimensionale che può essere attraversato solo da una persona, ma Lucifero crea un diversivo, riesce a liberarsi e lo attraversa. Tornato nella sua dimensione, Lucifero scopre che i suoi poteri si sono indeboliti e deve trovare un modo per cercare suo figlio. Nel frattempo i Winchester, mentre analizzano un video di sorveglianza, restano sorpresi quando scoprono che il responsabile della morte delle streghe è Ketch, infatti i due lo credevano morto dopo che Mary gli aveva sparato in testa. Intanto Asmodeus tortura un dipendente del motel a Dodge City in cui avevano soggiornato i Winchester per sapere dove si trovano i cacciatori; l'uomo dice di non sapere niente, ma infine viene ucciso. Inoltre Asmodeus capta una presenza, che non deriva dal Nephilim ma da Lucifero. I Winchester vengono contattati da Daniela, una strega buona che chiede il loro aiuto, e dopo aver portato i ragazzi in un rifugio dice ai due di essere scappata da Ketch, che sta torturando molte streghe perché vuole sapere dove si trova Rowena McLeod. I fratelli le dicono che Rowena è morta, cosa risaputa anche da Daniela e dalle altre streghe vittime, ma Ketch non ha creduto a nessuno. Quella sera, i cacciatori e la strega decidono di tendere una trappola a Ketch: mentre Daniela è intenta a leggere le carte, sente dei rumori provenire dall’esterno e sviene a causa di un fumogeno fatto entrare dal camino. Poi un uomo con una maschera antigas fa irruzione nella casa, sparando in aria con un mitra, ma viene colpito con un proiettile narcotizzante sparatogli da Dean. I fratelli scoprono che si tratta di Ketch e, dopo averlo legato, lo torturano chiedendogli come è possibile che non sia morto. Ketch afferra il malinteso e rivela ai due che lui non è l'Arthur che hanno conosciuto, ma è suo fratello gemello, Alexander. I ragazzi non gli credono e Alexander dice loro che Arthur era dedito alla causa degli Uomini di Lettere britannici, mentre lui, non essendo all'altezza dell'organizzazione, ha dovuto ripiegare come cacciatore e per non infangare il nome della famiglia ha dovuto vivere nell'ombra. I fratelli gli chiedono come mai stia cercando Rowena; Ketch risponde che, come tutti i cacciatori, dà la caccia alle streghe. Facendo delle ricerche, Sam scopre che esiste veramente un gemello di Arthur e trova tutti i dati anagrafici che sembrerebbero supportare la storia di Alexander, ma Dean continua a non fidarsi. Poi Sam torna a parlare con Alexander, al quale dice che suo fratello era un sadico e amorale, ma lui lo difende dicendogli che era un forte credente della missione degli Uomini di Lettere britannici e si scusa per tutto quello che il fratello ha fatto a Sam e alla sua famiglia. Intanto Castiel, alla ricerca di Jack, incontra l’angelo Duma che non ha notizie del Nephilim e lo informa che se fosse stato preso dagli angeli lo avrebbero già sfruttato per ripopolare le schiere angeliche, decimate dopo la caduta degli angeli. Dopodiché intervengono altri due angeli che vogliono catturare Castiel perché, avendo un’influenza positiva su Jack, potrebbe aiutarli nella loro missione ma l'angelo si rifiuta di ridurre Jack in schiavitù al servizio degli angeli. Castiel inizia a lottare contro i tre angeli che scappano via appena vedono Lucifero. Rimasto solo, Castiel realizza che Lucifero è debole e vorrebbe ucciderlo, ma quest'ultimo gli dice di mettere da parte le divergenze, rivelandogli che hanno un problema più grande in comune: presto moriranno tutti, perché il Michele dell’altra dimensione vuole invadere il loro mondo. Inizialmente Castiel non gli crede e pensa sia una trappola, ma Lucifero riesce a convincerlo per collaborare e trovare al più presto suo figlio. Dean viene a sapere dal direttore del motel dove hanno alloggiato che un dipendente è sparito dopo che un uomo ha chiesto di Jack; da alcuni indizi Dean capisce che si tratta di Asmodeus. Così Dean chiama Castiel che cerca di raccontargli di Lucifero, il quale però interrompe la telefonata e impedisce all’angelo di dire ai fratelli che stanno collaborando. Mentre Lucifero continua a fare domande a Castiel su suo figlio, vengono scovati e catturati da Asmodeus che si dice intenzionato a regnare per lungo tempo sull’Inferno, soprattutto perché Lucifero ora è a corto di poteri. I fratelli Winchester, preoccupati per Castiel, lo rintracciano tramite GPS e quando giungono sul posto non trovano nessuno, ma vengono attaccati da un gruppo di angeli. Proprio mentre i Winchester stanno per avere la peggio, interviene Alexander che salva Sam. I fratelli Winchester sono sorpresi di vedere che l'uomo si è liberato, ma attraverso delle intuizioni Dean capisce che Alexander in realtà è Arthur e gli punta la pistola contro chiedendogli la verità. L'uomo confessa di essere Arthur e rivela di essere tornato in vita sfruttando lo stesso incantesimo di resurrezione usato da Rowena (catturata in passato dagli Uomini di Lettere britannici). Il problema è che l’incantesimo, una volta usato, deve essere "ricaricato" perché possa funzionare nuovamente, ma Dean gli ribadisce che Rowena è morta, bruciata da Lucifero. Poi gli chiedono come mai è venuto in loro soccorso anziché scappare e Arthur gli fa capire che vuole unirsi a loro, chiedendo un'altra possibilità in quanto, da disertore, non può tornare a far parte degli Uomini di Lettere britannici. Per Dean il ritorno di Arthur è fuori discussione dopo tutto quello che ha fatto e preferisce ucciderlo, ma poco prima di sparare Arthur lancia un fumogeno e scappa. All'Inferno, Asmodeus fingendosi Castiel, risponde alla telefonata di Dean dicendogli che sta seguendo una nuova traccia per cercare Jack. Il Principe degli inferi, dopo aver saputo dell'incombente minaccia da parte di Michele dell'altra dimensione, è sempre più convinto a trovare Jack, così si allea con Arthur Ketch per cercare il Nephilim.
- Supernatural Legend: Streghe.
- Guest star: Osric Chau (Kevin Tran), Jeffrey Vincent Parise (Asmodeus), David Haydn-Jones (Arthur Ketch), Erica Cerra (Duma), Christian Keyes (Michele), Farrah Aviva (Daniela).
- Altri interpreti: Shayn Walker (Karl), Caitlin Stryker (angelo).
- Musiche: Blues Are Turning Black (Stephen Dudas)
- Ascolti USA: telespettatori 1,24 milioni - rating 18-49 anni 0,3%[8]

## Lo scorpione e la rana
- Titolo originale: The Scorpion And The Frog
- Diretto da: Robert Singer
- Scritto da: Meredith Glynn

### Trama
Cambridge, Inghilterra. Una donna entra al Cambridge Museum, poco prima della chiusura e si reca nella sala degli archivi alla ricerca di alcuni papiri. Una volta trovati, viene scoperta dalla guardia di turno ma il demone che possedeva la donna esce dal tramite e si impossessa della guardia, la quale ruba i papiri e consegna la borsa a un altro demone, Barthamus, chiedendogli quale sarà la ricompensa di Asmodeus. Bart pugnala a morte il demone con una lama angelica, dopodiché telefona a Dean dicendogli che ha qualcosa che potrebbe interessargli. Bart si presenta come demone degli incroci e offre a Sam e Dean un accordo: lui consegnerà loro un antico incantesimo capace di rintracciare i Nephilim solo se loro faranno qualcosa per lui. I ragazzi sono diffidenti, così Bart cede a Sam una parte dell'incantesimo, dicendogli di controllare di persona. Dopo alcune ricerche Sam scopre che l'incantesimo è autentico e fu scritto da Re Salomone per rintracciare la sua amante che era metà angelo. I fratelli Winchester decidono quindi di incontrare Bart, che chiede a loro due di entrare nella tenuta di un collezionista dell'occulto, Luther Shrike, e prendere dalla sua cassaforte un baule contenente oggetto molto prezioso per il demone. Inoltre i cacciatori verranno aiutati da due suoi fidati sottoposti Smash (distruggi), una ragazza esperta di cassaforti, e Grab (afferra), un demone. Sam e Dean, gli domandano come mai non l'abbia già preso lui se i suoi sottoposti sono così efficienti, Bart risponde che per aprire la cassaforte occorre il sangue di un uomo che è stato all'Inferno e ne è tornato. Allora Dean offre di farsi prelevare del sangue, ma Bart gli dice che devono andare loro di persona, perché sono gli unici in grado di riuscire nell'impresa e minaccia di consegnare una seconda copia dell'incantesimo ad Asmodeus. Nel frattempo un demone fa visita a Luther dicendogli che Asmodeus non vuole essergli nemico, ma che deve aiutarlo. Luther risponde che lui non riceve ordini ma li dà, così esorcizza il demone e afferma che è pronto per combattere contro chiunque volesse mettersi contro di lui. Una volta entrati nella tenuta di Shrike, Sam cerca di distrarlo portandogli una reliquia in dono, il coltello di Ruby, mentre Dean cerca di recuperare ciò che Bart vuole. Grab esegue un incantesimo su Dean, che lo rende una bussola umana per trovare il luogo in cui è la cassaforte. Una volta trovato il posto, Smash dice a Dean che deve inserire la mano nella bocca del leone che si trova sulla porta: si attiva un meccanismo con il quale viene prelevata una goccia di sangue che permette di aprire la porta. Nel frattempo Sam viene scoperto e Luther cerca di pugnalarlo, credendolo un demone, ma Sam riesce ad accoltellare Luther, il quale gli rivela che lui non può morire finché rimane sulla sua proprietà. Luther tramortisce Sam e raggiunge gli altri, uccidendo Grab. Smash si accorge di Luther e riesce a scappare, Dean estrae la pistola e spara a Luther, ma si accorge che l'uomo è immortale; in suo aiuto giunge Sam che distrae Luther che viene tramortito da Dean con un pugno. Smash sta per uscire dall'abitazione di Shrike ma viene raggiunta da Bart: la ragazza rivela che il piano è andato storto e che probabilmente sono tutti già morti. Bart ordina a Smash, il cui vero nome è Alice, che deve portare a termine il suo lavoro come da "contratto", infatti la ragazza è vincolata alla volontà del demone per aver stretto un patto con lui. Luther si risveglia legato e dice ai Winchester che prima di arrivare alla cassaforte bisogna attraversare un corridoio protetto da una trappola che spara dardi di argento intrisi di arsenico, acqua santa e olio sacro e che non riusciranno mai ad arrivare alla cassaforte vivi. Dunque a Sam viene l’idea di spingere Luther dentro al corridoio, in maniera che i dardi colpiscano lui, dal momento che non può morire. I ragazzi riescono ad aprire la cassaforte grazie ad Alice che è tornata in loro aiuto, confessando ai ragazzi che lei è costretta a eseguire gli ordini di Bart al quale ha venduto la sua anima. Preso il baule, i tre fuggono con l'Impala e Luther li rincorre con il suo furgone ma i Winchester gli tagliano la strada e minacciano di sparargli ora che si trovano fuori casa e dunque l'uomo può ferirsi e morire. Luther confessa che anche lui aveva fatto un patto con Bart per salvare suo figlio malato, il quale è comunque morto dopo pochi anni, e quando era giunto il momento di Luther di andare all’Inferno, ha fatto un nuovo patto con il demone. Infatti quello che Luther tentava di proteggere nella cassaforte erano le ossa di Bart che se bruciate potevano uccidere il demone. Luther mette in guardia i ragazzi da Bart ma non appena finisce di parlare, l'uomo viene decapitato dal demone che consegna il compenso monetario ad Alice. Inoltre il demone vuole consegnare ai Winchester il resto dell’incantesimo ma i due non vogliono e mentre si accingono a bruciare le sue ossa, Bart prende in ostaggio Alice e propone un patto: la vita della ragazza per le sue ossa. La ragazza con uno stratagemma riesce a bruciare le ossa del demone, ma così facendo va in fumo anche la seconda metà dell'incantesimo. Tornati al bunker, Sam e Dean decidono di continuare a lavorare e sanno che troveranno un altro modo per ritrovare Jack.
- Supernatural Legend: Demone dell'incrocio.
- Guest star: David Cubitt (Barthamus), Richard Brake (Luther Shrike), Christie Burke (Smash/Alice), Matthew Kevin Anderson (Grab).
- Ascolti USA: telespettatori 1,73 milioni - rating 18-49 anni 0,6%[9]

## Il brutto posto
- Titolo originale: The Bad Place
- Diretto da: Phil Sgriccia
- Scritto da: Robert Berens

### Trama
Jack si rivolge a un dreamwalker, Derek Swan, che ha la capacità di vedere altri mondi che raffigura nei suoi quadri. Jack gli chiede di andare con la mente nel mondo apocalittico in cui è finita Mary ma questi non riesce a mantenere la concentrazione in un ambiente così ostile, così Jack prova ad aiutarlo con i suoi poteri. Poco dopo il dreamwalker viene ritrovato morto con gli occhi bruciati. Sam e Dean indagano sulla sua morte, dopo essere stati avvisati da Jody, e scoprono da Paula, la fidanzata di Derek, che l'ultima persona ad aver fatto visita al pittore è proprio Jack. Inoltre Paula rivela che Derek era un dreamwalker e mostra loro i suoi lavori tra i quali Dean riconosce il mondo apocalittico in cui era stato. Dean è preoccupato e teme che Jack voglia ritrovare suo padre, Lucifero, quindi ha dei ripensamenti sul ragazzo. Intanto Sam scopre che Derek si teneva in contatto con una ragazza dotata del suo stesso dono, Kaia Nieves, per insegnarle come usarlo. Kaia è in terapia per aver tentato il suicidio da overdose e si scopre che ha molteplici cicatrici, affermando che lei fa uso di droghe per tenersi sveglia, perché non vuole tornare nel "brutto posto". Kaia viene raggiunta da Jack, che le dice di sapere che lei è una dreamwalker e la fa fuggire in cambio del suo aiuto. La ragazza accetta ma quando vede che Jack ha dei poteri coi quali fa addormentare di colpo le persone ed è capace di abbattere delle porte serrate, si spaventa e cerca di scappare. Intanto Dean e Sam, giunti lì anche loro per la dreamwalker, trovano Jack e Kaia che discutono: la ragazza colpisce Jack e fugge via. Sam e Dean chiedono a Jack cosa stia facendo e lui risponde che sta cercando di dimostrare loro che è buono. Infatti afferma di essere in grado di percepire le altre dimensioni ma non riesce a vedere attraverso di esse; per questo necessita dei dreamwalker. Inoltre rivela ai fratelli che stava cercando Mary e l'ha trovata viva, ma in pericolo e, attraverso i suoi poteri, Jack mostra la visione ai fratelli Winchester. Dean gli dice che Derek è morto, ma Jack afferma che quando se ne era andato era ancora vivo, dunque capisce che è stato ucciso da un angelo che è sulle tracce del Nephilim. Kaia, tuttavia, viene rapita dagli angeli e viene usata come esca per catturare Jack. In viaggio sull'Impala, Dean ringrazia Jack per avergli dato la speranza di ritrovare Mary e il ragazzo, contento della sua buona azione, dice di averlo fatto perché considera loro due e Castiel la sua famiglia. Nel frattempo Patience, la ragazza sensitiva a cui Dean aveva chiesto aiuto, ha una visione di un bosco dove vede la morte di Jody, così decide di avvertire Jody, dice a suo padre che le visioni non si sono mai fermate, e che questa è la cosa giusta da fare perché qualcuno potrà morire; suo padre cerca di dissuaderla e infine le dice che se sceglie quella vita poi non dovrà più tornare indietro. Attraverso le frequenze angeliche, Jack scopre che Kaia è stata catturata dagli angeli. Quest'ultimi cercano di convincere Jack ad andare con i suoi simili, ma lui rifiuta dicendo che il suo posto è lì. Poi usa i suoi poter per salvare i fratelli Winchester, mettendo un angelo fuorigioco e uccidendo il secondo che stava per pugnalare Dean. Sam e Dean chiedono a Kaia di condurli da Mary e la ragazza dice loro che non è come Derek, che poteva andare da un mondo all’altro, lei va sempre e solo in un mondo che chiama "il brutto posto": buio, sanguinolento e pieno di mostri; dove ciò che le succede nel mondo in sogno le capita anche nella realtà. Dean minaccia Kaia di seguirli e insieme si recano in South Dakota. Jack mostra a Kaia che coi suoi poteri possono fare qualcosa di buono e la ragazza sembra convincersi a dare il suo aiuto. Intanto vengono seguiti dagli angeli che vogliono Jack per ripopolare le schiere angeliche in Paradiso. Dean, Sam, Jack e Kaia raggiungono un cantiere navale abbandonato e sono accerchiati da una squadra di angeli; Sam cerca di fermarli disegnando dei simboli anti-angelo, ma gli angeli usano i loro poteri per distruggerli. Kaia dice a Jack di aiutarla a raggiungere l’altra dimensione; tuttavia, Jack amplifica troppo i suoi poteri e Kaia ne perde il controllo: dopo aver ucciso gli angeli, Kaia si ritrova sulla strada vicina al cantiere navale mentre Jack arriva da Mary e i due fratelli si ritrovano nel Luogo Oscuro, l'unica dimensione che Kaia vedeva prima che Jack le mostrasse gli altri mondi. Intanto Patience raggiunge Jody dicendole che una sua visione le ha preannunciato qualcosa di tremendo.
- Supernatural Legend: Dreamwalkers, viaggi interdimensionali.
- Guest star: Samantha Smith (Mary Winchester), Kim Rhodes (Jody Mills), Yadira Guevara-Prip (Kaia Nieves), Clark Backo (Patience Turner), Adrian Holmes (James Turner), Nathaniel Arcande (Derek Swan), Elfina Luk (angelo).
- Altri interpreti: Ella Cannon (Paula Swan), Brahm Taylor (angelo).
- Ascolti USA: telespettatori 1,74 milioni - rating 18-49 anni 0,6%[10]

## Sorelle ribelli
- Titolo originale: Wayward Sisters
- Diretto da: Phil Sgriccia
- Scritto da: Robert Berens e Andrew Dabb

### Trama
Iowa. Dopo aver salvato una bambina dai lupi mannari, Claire riceve una telefonata da Jody che le ordina di tornare a Sioux Falls per cercare Sam e Dean che sono misteriosamente scomparsi. Tornata a casa, Jody informa Claire della visione che ha avuto Patience in cui ha visto Claire morire tra le braccia di Jody. La ragazza però non è spaventata e comincia a indagare sulla scomparsa dei fratelli Winchester che erano alla ricerca di Kaia, ora ricoverata nell’ospedale in cui lavora Alex. La dreamwalker cerca di scappare ma Claire la insegue, all’improvviso sbuca una creatura del Luogo Oscuro: Claire tenta di accoltellarla ma viene tramortita facilmente. Fortunatamente sopraggiunge Jody che ferisce a una gamba la creatura e Claire la uccide tagliandole la gola, da cui fuoriesce un liquido bluastro. Le ragazze portano a casa il corpo della creatura e cercano di studiarla. Kaia e Claire trovano subito affinità, dunque la giovane cacciatrice chiede alla dreamwalker di raccontarle cosa sia successo a Sam e Dean. Kaia rivela che lei è una dreamwalker, capace di vedere altre dimensioni e che quella creatura viene da una di queste; dunque le cacciatrici capiscono che il portale è ancora aperto e che i fratelli Winchester possono essere salvati, ma Kaia dubita che Sam e Dean siano ancora vivi in quanto quella dimensione ospita delle creature molto pericolose. Patience, spaventata da tutto quello che sta accadendo, ha intenzione di tornare a casa, in Atlanta, ma Alex la convince a restare, perché con i suoi poteri potrebbe essere d'aiuto. Infatti Patience viene colpita da un’altra visione in cui vede altre creature irrompere a casa di Jody e avvisa tutte dell’imminente pericolo. Claire vuole restare e combattere, ma Patience insiste per andare in un posto sicuro perché sono in pericolo: infatti da una telecamera di sorveglianza Claire vede che molte creature stanno per invadere la casa e capendo che non avrebbero potuto batterle decidono di scappare. Jody chiama rinforzi e al gruppo si unisce anche Donna, poi si recano al cantiere navale abbandonato per cercare i fratelli Winchester. Intanto Sam e Dean tentano di sopravvivere ai pericoli di quella dimensione e si ritrovano a mangiare lucertole, cercando di capire se riusciranno o meno ad uscire da quel posto, ma vengono tramortiti da un essere incappucciato. Donna e Jody ordinano alle ragazze di rimanere di guardia e intervenire solo in caso di pericolo; le due donne entrano nel cantiere dove c'è stato lo scontro con gli angeli e trovano un varco temporale, Jody vorrebbe attraversalo ma appena si accorgono di esser state seguite dalle creature decidono di nascondersi. Intanto Kaia nota che Claire è spaventata dalla visione di Patience e afferma che una parte di lei vorrebbe lasciare fare tutto a Jody mentre l’altra vorrebbe combattere come farebbero Sam e Dean. Non avendo più notizie di Jody e Donna, Claire teme che siano in pericolo e decide di intervenire bruciando le creature con un lanciafiamme. Tutte assieme raggiungono il portale che conduce alla dimensione dove si trovano i Winchester, ma Jody nota che si è rimpicciolito, così Claire decide di attraversarlo con Kaia, anche se Jody non vorrebbe e teme che la visione di Patience possa avverarsi. Kaia e Claire si recano così nel Luogo Oscuro: le due riescono a salvare i fratelli Winchester ma Kaia, per aiutare Claire, rimane uccisa dalla figura incappucciata che li aveva catturati. Intanto Donna, Jody, Alex e Patience continuano a tenere d'occhio il portale e a uccidere le strane creature. I fratelli Winchester assieme a Claire riescono ad attraversare il portale, che si richiude alle loro spalle, lasciando il corpo di Kaia nel Luogo Oscuro. Patience osserva Claire piangere tra le braccia di Jody e capisce di aver interpretato male la sua visione. Claire è rimasta molto scossa dalla morte della dreamwalker, ma insieme a Jody, Alex, Patience e Donna decidono di continuare a combattere insieme. Intanto da un altro portale arriva a Sioux Falls la figura incappucciata, che si rivela essere la Kaia del Luogo Oscuro.
- Supernatural legend: licantropi, sensitivi, viaggi interdimensionali.
- Guest star: Kim Rhodes (Jody Mills), Briana Buckmaster (Donna Hanscum), Kathryn Newton (Claire Novak), Katherine Ramdeen (Alex Jones), Clark Backo (Patience Turner), Yadira Guevara-Prip (Kaia Nieves).
- Altri interpreti: Eden Summer Gilmore (Amanda), Matt Afonso (Ed).
- Musiche: I Am The Fire (Halestorm)
- Ascolti USA: telespettatori 1,85 milioni - rating 18-49 anni 0,6%[11]

## Depressione
- Titolo originale: Breakdown
- Diretto da: Amyn Kaderali
- Scritto da: Davy Perez

### Trama
Oshkosh, Nebraska. Un uomo vestito da chirurgo clandestino accende una sega e si sentono delle urla. 
Durante una notte, una giovane ragazza, Wendy, si ferma a un distributore di benzina e siccome la sua carta di credito non funziona si reca alla cassa, dove tutti si voltano per guardala e il cassiere le fa delle avances. La ragazza, infastidita e impaurita, riesce a fare in fretta rifornimento e ad andarsene, ma sfortunatamente l'auto si ferma e, appena si accorge che le gomme sono state tagliate, viene rapita da qualcuno. Donna si rivolge a Sam e Dean chiedendo loro di aiutarla a rintracciare sua nipote Wendy, scomparsa misteriosamente da qualche giorno. I due fratelli si recano quindi in suo soccorso e scoprono che ci sono stati altri casi di rapimento e non sono mai stati ritrovati i corpi. Sam, Dean, Donna e Doug lavorano assieme al caso nel quale viene coinvolto anche un vero agente dell’FBI, Clegg, che informa Sam e Donna che potrebbe trattarsi di un rapitore seriale, soprannominato Butterfly in quanto segue un percorso migratorio stagionale, che sta cercando da 12 anni. Finora hanno un unico sospettato, il pastore Don Hankey, ritrovato con una maglia di Wendy sporca di sangue, ma scoprono che è innocente e che la maglia di Wendy è stata messa di proposito nel furgone di Hankey per depistare le indagini.Trattandosi di un banale caso di scomparsa dove non sembrano essere coinvolti esseri soprannaturali, Sam si dimostra disinteressato sia perché vorrebbe dedicarsi alla ricerca di Jack e Mary ma anche perché lavorando con un vero agente dell'FBI vorrebbe evitare altri problemi. Dean cerca di risollevare il morale del fratello, ma gli chiede di concentrarsi sul caso perché non possono abbandonare un'amica che per loro c'è sempre stata. Intanto Dean mette un avviso di ricerca su Wendy con un ricetrasmettitore di onde radio usato dai camionisti; Sam lo deride dicendogli che non funzionerà, ma dopo qualche istante alla radio una voce femminile dice che probabilmente ha le informazioni che cercano e gli dà appuntamento. Nel frattempo Wendy si trova legata e bendata in una cella in cui il chirurgo clandestino stava operando. Lo strano individuo, che indossa una maschera, le rimuove la benda e la riprende con una videocamera. Dean incontra la donna che l’aveva contattato tramite la radio, che racconta di averla vista sia nella stazione di servizio che lungo la strada quando le si era fermata l'auto. Così Dean si reca con Doug al Manny’s bar, dove è stata vista per l’ultima volta Wendy. Doug confessa a Dean di essere preoccupato per Donna, con la quale è fidanzato da qualche anno, perché nell'ultimo periodo si comporta in modo strano, dunque il cacciatore capisce che Donna non gli ha ancora detto dell'esistenza del soprannaturale, ma cerca di confortarlo. Dean e Doug parlano con un lavavetri e scoprono che la notte in cui è scomparsa Wendy, il cassiere sembrava interessato a lei così ha chiuso prima il bar ed è andato via subito, così vanno a interrogare il cassiere e dopo che Dean usa un po’ di maniere forti, scoprono che c’è un traffico di organi e di pezzi umani che vengono tagliati in diretta online e messi all’asta. Il cassiere, Marlon, mostra loro i filmati e scoprono che non è un traffico d’organi, ma è un servizio da asporto di cibo per mostri. I ragazzi capiscono che Marlon fa da reclutatore e vedono che tra le offerte c’è anche Wendy. Una volta ritracciato il killer, si preparano a fare irruzione nel luogo in cui sono prigioniere le vittime. Sam viene raggiunto dall’agente Clegg, mentre Donna confessa a Doug che i Winchester sono cacciatori di mostri, lasciando il fidanzato sconvolto. Giunti sul luogo, Marlon si rivela essere un vampiro che attacca Doug e lo trasforma, mentre Sam viene tramortito da Clegg: si scopre che in realtà non era un agente ma gestisce la compravendita di pezzi umani sfamando i mostri che possono vivere indisturbati senza cacciare. Intanto anche Sam è stato catturato e viene avviata una nuova live per la vendita, durante la quale l’asta per il cuore del cacciatore raggiunge il prezzo di 500.000 dollari. Mentre Donna riesce a salvare Wendy e a uccidere il chirurgo, Dean salva il fratello dal killer. Doug, dopo essere stato curato, si rende conto che questa vita da cacciatore non fa per lui e decide di lasciare Donna. Sam consola l'amica e le fa capire che la vita da cacciatore comporta inevitabilmente dei sacrifici. In viaggio sull'Impala Dean cerca di placare le preoccupazioni del fratello, ma lui gli afferma di sapere con certezza che anche per loro prima o poi arriverà la stessa fine.
- Supernatural Legend: Vampiri.
- Guest star: Briana Buckmaster (Donna Hanscum), Brendan Taylor (Doug Stover), Christopher William Martin (agente Clegg), Steven Yaffee (Marlon).
- Altri interpreti: Sarah Dugdale (Wendy Hanscum), Emilio Merritt (Luis), Troy Skog (Don).
- Musiche: Look in My Eyes (The Chantels), Too Good to Be True (Lon Rogers), Big Flame (Is Gonna Break My Heart in Two) (Doris Wilson).
- Ascolti USA: telespettatori 1,93 milioni - rating 18-49 anni 0,6%[12]

## Vari cattivi
- Titolo originale: Various & Sundry Villains
- Diretto da: Amanda Tapping
- Scritto da: Steve Yockey

### Trama
Wichita, Kansas. Un uomo, Dale, entra in un drug store e incontra due sorelle, Jennie e Jamie Plum. Una delle due mette un sacchetto per maledizioni nella tasca di Dale e, dopo aver sussurrato un incantesimo d’amore, le due ragazze riescono a rubare tutti i soldi del negozio e infine una delle sorelle uccide il malcapitato con un martello. Nel frattempo, nel bunker degli Uomini di Lettere, i fratelli Winchester cercano un modo per riaprire il portale interdimensionale. Castiel e Lucifero sono ancora prigionieri di Asmodeus, intrappolati in due celle protette con simboli enochiani. Lucifero dice a Castiel che se gli desse un po' della sua grazia riuscirebbero ad uscire dalla prigione e uccidere Asmodeus, ma Castiel cerca di provocarlo dicendogli che non è abbastanza forte da battere il Principe degli Inferi. Intanto Jennie e Jamie riescono a soggiogare anche Dean tramite un incantesimo d'amore e gli ordinano di consegnare loro il Grimorio Nero, libro che i Winchester avevano rubato a una famiglia di streghe insieme a Rowena. Dean torna nel bunker, dice a Sam che è innamorato e che deve portare il Grimorio Nero in regalo a Jaime. Sam si accorge che il fratello ha un comportamento strano, capisce che si trova sotto l'effetto di un incantesimo e prova a fermarlo, ma Dean lo mette al tappeto. Dopo aver consegnato il libro, Dean sta per essere ucciso dalle sorelle, ma Sam giunge in suo aiuto. Dean, ancora sotto effetto dell'incantesimo, assale il fratello, permettendo alle ragazze di fuggire ma all'improvviso appare Rowena che annulla la maledizione e porta in salvo i fratelli. Il carceriere dell'Inferno dice a Castiel che Asmodeus ha grandi piani per lui; mentre Lucifero è preoccupato per il ritorno del Michele dell’altra dimensione, affermando che abbia torturato Mary. Castiel gli dice che sta mentendo e continua a lanciargli provocazioni raccontandogli che Jack, al contrario di quello che pensa Lucifero, è una persona buona, che ama i film in cui gli eroi uccidono i cattivi, e che inoltre lo ha riportarlo in vita. Lucifero, incredulo che suo figlio possa avere un animo buono, si innervosisce, ma dalla sua rabbia riesce a recuperare i suoi poteri. Nel frattempo i fratelli Winchester chiedono a Rowena come faccia ad essere viva, la strega confessa di essersi salvata dalle torture di Lucifero tramite l'ennesimo incantesimo di resurrezione, ma che non è ancora nel pieno delle forze dunque le serve il Grimorio Nero, sul quale ha fatto un incantesimo di tracciamento per poterlo trovare ovunque fosse. Rowena convince i Winchester ad aiutarla a ritrovare il libro, poi chiede notizie di Crowley ed è incredula nell'apprendere che il figlio si sia sacrificato per intrappolare Lucifero nell’altra dimensione, ma anche molto dispiaciuta per la morte del figlio. Nel frattempo le sorelle Plum stanno cercando un incantesimo per riportare in vita la loro madre e tra i vari ingredienti hanno bisogno di un’anima umana, quindi decidono di uccidere il commesso di un negozio. All'Inferno, Lucifero e Castiel, dopo aver ucciso il carceriere, si ritrovano a lottare con un gruppo di demoni ma riescono comunque ad evadere. Dean parla con la cassiera di un negozio di ferramenta e ottiene informazioni sulle ragazze e il loro indirizzo. Intanto Rowena confida a Sam che ha visto il vero volto di Lucifero prima di morire e che è spaventata a morte, Sam le dice che anche lui l’ha visto e il terrore continua ad attanagliarlo, ma che non c’è alcun incantesimo che possa togliere quella sensazione. Rowena rimane sconvolta da questa rivelazione e dopo aver ricevuto l’indirizzo delle streghe, blocca i fratelli con un incantesimo. Poi raggiunge le ragazze: si scopre che le tre erano in combutta e che la strega doveva aiutarle a resuscitare la madre. Rowena rimprovera Jennie e Jamie per aver iniziato il rito da sole ma qualcosa è andato storto, infatti la madre rediviva è uno zombie resistente a qualsiasi incantesimo, così Rowena deve scappare per evitare di essere uccisa. Sam e Dean riescono a liberarsi e raggiungono la casa delle sorelle Plum. Nel frattempo Lucifero e Castiel sono riusciti a fuggire: Lucifero cerca di rubare la grazia di Castiel ma lui lo pugnala con una lama angelica, dicendogli che ormai non si fida più di lui. Rowena, seguendo il consiglio di Dean, uccide la madre zombie sparandole alla testa e poi maledice le sorelle facendo sì che si uccidano a vicenda. Mentre Sam sta per prendere il Grimorio Nero, Rowena supplica di lasciarglielo per poter potenziare i suoi poteri nel momento in cui tornerà Lucifero, così Sam lascia che la strega prenda una pagina dal libro. Tornati al bunker Dean si accorge che manca una pagina nel Grimorio e ricorda al fratello che non devono aiutare una strega come lei. Sam confessa a Dean di averlo fatto perché anche lui, dopo i recenti eventi, si sente inerme come lei e che se Rowena dovesse portare guai li risolverà da solo. Intanto Rowena esegue l’incantesimo e finalmente il blocco magico che le era stato imposto dalla Congrega viene spezzato, riacquisendo così tutti i suoi pieni poteri.
- Supernatural Legends: streghe, zombi.
- Guest star: Ruth Connell (Rowena MacLeod), Elise Gatien (Jennie Plum), Jordan Claire Robbins (Jamie Plum).
- Altri interpreti: Sharon Simms (signora Plum), Sean Tyson (Marty), Mike Kovac (Dale), Shane Dean (Dipper).
- Ascolti USA: telespettatori 1,68 milioni - rating 18-49 anni 0,6%[15]

## Affare del diavolo
- Titolo originale: Devil's Bargain
- Diretto da: Eduardo Sánchez
- Scritto da: Eugenie Ross-Leming e Brad Buckner

### Trama
Castiel, sopravvissuto allo scontro con Lucifero, riesce a tornare dai Winchester e raccontare loro cos'è successo nelle ultime settimane. L'angelo rivela che Lucifero è tornato e inoltre ha chiesto il suo aiuto per fronteggiare il Michele dell'altra dimensione che vuole conquistare la loro Terra. A Monroe City, Missouri, Lucifero, ancora debole, uccide un Cupido per assorbirne la grazia, ma non basta e va alla ricerca di altri angeli. Parlando con un clochard infortunato a una gamba, scopre l'esistenza di una guaritrice di nome Sorella Jo che guarisce i suoi fedeli in cambio di denaro. Giunto da lei, Lucifero scopre che essa è in realtà l'angelo Anael che non è affatto spaventata dall'arcangelo e racconta di aver intrapreso questo giro d'affari per poter sopravvivere sulla Terra, a seguito della caduta degli angeli. Lucifero ha intenzione di ucciderla per rubarle la grazia, ma lei gli propone di nutrirsi a più riprese della sua grazia, dandole il tempo di ricaricarsi, e di collaborare. Intanto Asmodeus incarica Ketch di trovare Lucifero mentre Sam, Dean e Castiel ritrovano il profeta Donatello e gli chiedono di decifrare la tavoletta dei demoni per aprire il portale e salvare Mary e Jack. Tra gli angeli si sparge la voce che Lucifero sta uccidendo i suoi simili e, grazie all'ultima segnalazione, Sam, Dean e Castiel si recano nel posto in cui si trova. I tre incontrano Ketch, anche lui sulle tracce di Lucifero, ai quali chiede di collaborare, ma loro rifiutano e lo catturano sospettando che stia lavorando per conto di qualcuno. Poi si mettono sulle tracce dell'angelo Anael, credendola in pericolo. Ogni volta che Lucifero estrae un po' di grazia da Anael, la donna comincia ad avvertire dei sentimenti e confessa al Diavolo che dopotutto non è male provare a essere come gli umani. Intanto Asmodeus, assunto l'aspetto di Castiel, riesce a soggiogare Donatello costringendolo a rivelargli il modo per rintracciare il Nephilim. Sam, Dean e Castiel riescono a trovare Anael e convincono l'angelo a tendere una trappola a Lucifero. In realtà Anael è in combutta con Lucifero che attacca i cacciatori e ha intenzione di uccidere Sam e Dean. Fortunatamente interviene Ketch che lancia una molotov di olio sacro contro Lucifero, ma lui riesce a scappare insieme ad Anael. Questa volta Ketch riesce a convincere i tre a collaborare, dopo aver rivelato loro che lavora per Asmodeus (pertanto potrebbe passare loro informazioni sul Principe infernale) e che sa dell'imminente arrivo di Michele. Lucifero e Anael riescono a convincere gli angeli sopravvissuti a nominare il Diavolo come re del Paradiso in quanto questi rivela di essere l'unico in grado di ripopolare le schiere angeliche e promette di ridare le ali a tutti. Asmodeus, infine, mostra a Ketch di essere entrato in possesso della Lama dell'Arcangelo, l'unica arma in grado di ucciderne uno, e rivela di tenere imprigionato Gabriele nelle segrete dell'Inferno, in quanto solo un arcangelo può ucciderne un altro.
- Supernatural Legends: angeli, demoni, Diavolo.
- Guest star: Danneel Ackles (Sorella Jo/Anael), Keith Szarabajka (Donatello Redfield), Richard Speight Jr. (Gabriele), David Haydn-Jones (Arthur Ketch), Jeffrey Vincent Parise (Asmodeus), Erica Cerra (Duma).
- Altri interpreti: Robert Rozen (cupido), Shane Kim (demone), Forrest Rozitis (Billy).
- Ascolti USA: telespettatori 1,81 milioni - rating 18-49 anni 0,6%[16]

## Buone intenzioni
- Titolo originale: Good Intentions
- Diretto da: P.J.Pesce
- Scritto da: Meredith Glynn

### Trama
Essendo privo della sua anima, Donatello viene corrotto dalla tavola demoniaca e attacca Sam dopo aver inviato Castiel e Dean a recuperare i cuori dei mitologici Gog e Magog, dicendo che si tratta di un ingrediente dell'incantesimo per aprire il portale, per poi scoprire che le due creature non hanno un cuore. Una volta ritornati al bunker, Castiel entra forzatamente nella mente del profeta scoprendo i veri ingredienti dell'incantesimo e rivelando ai Winchester che Donatello era stato soggiogato da Asmodeus, ma il procedimento lascia l'uomo cerebralmente morto. Intanto, nell'altra dimensione, Jack e Mary riescono a fuggire dalla prigionia di Michele e giungono nel campo di sopravvissuti guidato da Bobby: questi spiega a Mary come il suo mondo si è ridotto in questo stato e la donna capisce che in questa versione la sua controparte non ha mai dato alla luce Sam e Dean. Quando Bobby scopre la natura di Jack decide di cacciarlo, ma il ragazzo si guadagna la sua fiducia affrontando e uccidendo l'angelo Zaccaria, braccio destro di Michele; in seguito il Nephilim decide di rimanere nella dimensione alternativa e di uccidere Michele per salvare entrambi i mondi.
- Supernatural Legends: Gog e Magog, angeli.
- Guest star: Jim Beaver (Bobby Singer), Samantha Smith (Mary Winchester), Keith Szarabajka (Donatello Redfield), Christian Keyes (Michele), Chad Rook (Zaccaria).
- Altri interpreti: Michael Jonsson (Gog), Andre Tricoteux (Magog).
- Ascolti USA: telespettatori 1,61 milioni - rating 18-49 anni 0,6%[18]

## Un uomo santissimo
- Titolo originale: A Most Holy Man
- Diretto da: Amanda Tapping
- Scritto da: Andrew Dabb e Robert Singer

### Trama
Malta. Al monastero delle Sorelle di Maria, un uomo ruba un teschio e tramortisce la suora che lo scopre. Nel frattempo al bunker Sam e Dean sono alla ricerca degli ingredienti per aprire il varco temporale: un frutto dell’albero della vita (di cui si sta occupando Castiel), la grazia di un arcangelo, il sigillo di Re Salomone e il sangue di un uomo santissimo. Per trovare quest'ultimo ingrediente entrano in contatto con il racket delle reliquie, Margaret Astor, che li indirizza a un collezionista di Seattle, Richard Greenstreet. L'uomo offre uno scambio ai Winchester: loro dovranno recuperare il teschio di San Pietro (che è stato trafugato a Malta) e in cambio riceveranno il sangue di Sant’Ignazio. Sam e Dean riescono a rintracciare il ladro del teschio, Antonio Mele, ma lo trovano morto nella sua camera d'albergo dove incontrano un altro ladro che li tiene in ostaggio mentre perlustra la stanza. I fratelli Winchester riescono a scappare, ma vengono catturati dal boss mafioso Santino Scarpatti. Egli che sa che i fratelli Winchester hanno fatto un accordo con il collezionista Greenstreet; inoltre il ladro che ha mandato a rubare il teschio è morto, quindi Scarpatti ordina ai ragazzi di recuperare la reliquia per lui, offrendo un generoso compenso, e se rifiuteranno li ucciderà. Tornato nella stanza di Antonio Mele, ora sotto sequestro, Sam trova un pezzo di carta con un numero, ma viene tramortito da qualcuno. Fuori l'albergo il misterioso uomo viene tramortito dal ladro che prima teneva in ostaggio i Winchester. Sam trova così l’uomo che l'ha colpito, che risulta essere padre Luca Camilleri, incaricato dal monastero di Malta per ricomprare il teschio di San Pietro dal ladro. I fratelli si offrono di aiutare padre Camilleri a recuperare la reliquia, seppur Dean si mostri titubante perché vorrebbe usarlo per ottenere il sangue di Sant’Ignazio. I ragazzi e padre Camilleri, tramite il codice trovato nella stanza di Mele, giungono a un deposito postale dove già un altro uomo ha recuperato il pacco contenente il teschio. I tre seguono la macchina del ladro fino a un deposito abbandonato di Seattle, dove sta per avvenire la compravendita del teschio che coinvolge la collezionista Margaret Astor di San Francisco, il collezionista Greenstreet di Seattle e il boss Scarpatti. All’asta si presenta anche Sam con i soldi di padre Camilleri per compare il teschio; al segnale sopraggiungono padre Camilleri e Dean. I tre offerenti devono scrivere su un foglio il loro prezzo per il teschio, e quello con la cifra più alta lo otterrà. Tuttavia si scopre che colui che aveva recuperato il pacco contenente il teschio, Cromarty, sta facendo il doppio gioco e lavora per Greenstreet. Cromarty uccide prima Margaret e poi le guardie di Scarpatti. Dean interviene in supporto al fratello, infine tutti gli offerenti compreso Scarpatti stesso viene ucciso, mentre Padre Camilleri viene ferito. L’unico sopravvissuto è Greenstreet che comunica ai fratelli che non possiede alcun sangue di Sant’Ignazio e viene quindi tramortito da Dean e poi arrestato dalla polizia. Alla fine i Winchester riescono a restituire la reliquia e, dopo aver scoperto che questi ha ricevuto il titolo di protonotario apostolico ed è stato definito "un uomo santissimo" dal Papa in persona, gli chiedono un'ampolla del suo sangue, ottenendo così il primo ingrediente per l'incantesimo. L'incontro, inoltre, risolleva il morale dei due fratelli, soprattutto Dean che dice di aver ritrovato un po' di fede.
- Supernatural Legend: Reliquie.
- Guest star: Al Sapienza (Santino Scarpatti), Massi Furlan (padre Luca Camilleri), Leanne Lapp (Margaret Astor), Dominic Burgess (Richard Greenstreet), Fulvio Cecere (Cromarty).
- Altri interpreti: Dino Dinicolo (Antonio Mele), Demord Dann (guardia di Greenstreet).
- Musiche: Leich Pax vita salus (Schola Gregoriana Pragensis), I Capuleti e i Montecchi: "Se Romeo t'uccise un figlio" - "La tremenda ultrice spada" (Romeo, coro) (Compagnia d'opera Italiana), Vita Nostra (De Wolfe Music) (David Kelly).
- Ascolti USA: telespettatori 1,66 milioni - rating 18-49 anni 0,5%[19]

## Scoobynatural
- Titolo originale: Scoobynatural
- Diretto da: Robert Singer
- Scritto da: Jim Krieg e Jeremy Adams

### Trama
Sam e Dean aiutano Alan, il proprietario di un negozio, a sbarazzarsi di un grande animale di peluche posseduto che stava per ucciderlo e per ringraziarli decide di ricompensarli con un regalo, dicendo di scegliere un articolo a loro scelta, così Dean prende un televisore. Tornati al bunker, Sam ha ancora qualche dubbio su come il giocattolo abbia preso vita, ma Dean gli dice di smetterla di indagare e godersi il meritato riposo in una stanza che lui ha preparato per mesi, provvista di bar, biliardino e angolo TV dove ha collocato il nuovo televisore ricevuto in regalo. Tuttavia, appena Dean accende la TV, l'oggetto li risucchia e li trascina nel mondo del cartone animato Scooby Doo e, seppure increduli, i Winchester si uniscono alla Scooby Gang per risolvere un caso di fantasmi. Nel frattempo, nel mondo reale, Castiel è tornato dalla Siria con il secondo ingrediente dell'incantesimo, i frutti dell'Albero della Vita, e mentre cerca i Winchester viene risucchiato anche lui nel cartone. L'angelo raggiunge Sam e Dean in una casa infestata da un fantasma che sta uccidendo i futuri ereditieri di una famiglia; ben presto Dean si rende conto che è un'entità proveniente dal mondo reale, simile a quello combattuto in precedenza nel negozio di Alan ed escogitano un piano insieme alla Scooby Gang per combattere il fantasma. Dean, Sam e Castiel scoprono che si tratta dello spirito vendicativo di un bambino usato da Jay, un losco agente immobiliare, che utilizzava il fantasma per far scappare i titolari dai loro esercizi e comprarli a prezzi irrisori. Tornati nel mondo reale, Dean e Sam distruggono la TV, aiutano il fantasma a trapassare e riescono a far arrestare Jay per evasione fiscale.
- Supernatural Legends: fantasmi.
- Guest star: Matthew Lillard (Shaggy Roger), Frank Welker (Fred Jones/Scooby Doo), Grey DeLisle-Griffin (Daphne Blake), Kate Micucci (Velma Dinkley).
- Altri interpreti: Peter New (Jay), Michael Girardin (Alan).

- Citazioni: Quando Sam afferma che non ci sono evidenze di un oggetto maledetto che colpisca fisicamente le persone, Dean si rivolge a lui dicendo: sii come Elsa (Frozen), lascia stare "Let it go".

- Ascolti USA: telespettatori 2,03 milioni - rating 18-49 anni 0,7%[20]

## La cosa
- Titolo originale: The Thing
- Diretto da: John Shawalter
- Scritto da: Davy Perez

### Trama
Portsmouth, Rhode Island, 1925. In un bunker degli Uomini di Lettere, una donna viene catturata per essere usata in un rituale. 
Nel presente, Sam e Dean stanno cercando informazioni sull'ultimo elemento sconosciuto dell'incantesimo, il Sigillo di Salomone, e scoprono che si trova nel Rhode Island, in un bunker segreto degli Uomini di Lettere. I fratelli Winchester entrano nel bunker, abbandonato da anni, e mentre cercano il sigillo sentono le grida di qualcuno che chiede aiuto: si tratta di una ragazza, Sandy Porter, inconsapevole di esser stata prigioniera per quasi cento anni. La ragazza spiega che è stata usata per nutrire un mostro proveniente da uno squarcio temporale. Successivamente i tre vengono attaccati da un gruppo di Uomini di Lettere guidati da Marco Avila e sua sorella, Ophelia, che spiegano ai Winchester che Sandy ospita dentro di sé una divinità malvagia, Yokoth, proveniente da un'altra dimensione. Il loro bisnonno, Diego Avila, membro degli Uomini di Lettere, inorridito dalla violenza causata dalla guerra mondiale evocò due divinità da un'altra dimensione, Yokoth e Glythur, affinché portassero la pace sulla Terra, ma la divinità divorò Diego e non aveva buone intenzioni. Gli adepti, non sapendo come uccidere la divinità, riuscirono a contenere il pericolo, imprigionando Sandy, poi decisero di bandire i superstiti e sigillarono il bunker che nel tempo è rimasto sorvegliato dai discendenti Avila. L'obiettivo di Marco e Ophelia è impedire che Yokoth si nutra per riacquistare forza e imprigionarla nel bunker. La divinità rapisce Dean per renderlo ospite del suo amante, Glythur, e riapre il portale per evocare la divinità. Sam e i fratelli Avila giungono in tempo e affrontano Yokoth, poi riescono a rispedire le due divinità nella loro dimensione nonché a salvare il maggiore dei Winchester e a ottenere il sigillo di Salomone. Nel frattempo Ketch scopre che Asmodeus si sta iniettando nelle vene la grazia di Gabriele per potenziare i suoi poteri, ma dopo esser stato brutalmente picchiato dal Principe infernale, riesce a liberare Gabriele e a rubare la Lama dell'Arcangelo; fatto ciò si reca da Sam e Dean e chiede loro protezione, che quest'ultimo gli concede a patto che li aiuti a salvare Mary e Jack. Ultimato l'incantesimo, Dean decide di andare nell'altra dimensione da solo, con grande riluttanza di Sam, perché è più sicuro che uno dei due resti nella propria dimensione se le cose dovessero andare male, ma Ketch si offre di accompagnarlo. Dean e Ketch entrano nel portale con a disposizione solo ventiquattro ore.
- Supernatural Legends: angeli, demoni, divinità pagane, viaggi interdimensionali.
- Guest star: Richard Speight Jr. (Gabriele), David Haydn-Jones (Arthur Ketch), Jeffrey Vincent Parise (Asmodeus), Magda Apanowicz (Sandy Porter/Yokoth), Tiffany Smith (Ophelia Avila).
- Altri interpreti: Carl Montoya (Diego Avila), Ivan Wanis-Ruiz (Marco Avila), Rael Adams (Joanne).
- Musiche: Better Luck Next Time (Jay Ramsey)
- Ascolti USA: telespettatori 1,41 milioni - rating 18-49 anni 0,4%[21]

## Riportateli indietro vivi
- Titolo originale: Bring 'em Back Alive
- Diretto da: Amyn Kaderali
- Scritto da: Brad Buckner e Eugenie Ross-Leming

### Trama
Nell'altra dimensione, Dean e Ketch intercettano un gruppo di angeli che stanno giustiziando dei ribelli tra cui la Charlie Bradbury della dimensione apocalittica, la quale viene descritta come uno dei membri più in vista della ribellione e a conoscenza della posizione di Jack e Mary: i due la salvano dall'esecuzione e, dopo averle spiegato la situazione, lei e Ketch decidono di rimanere in attesa dei rinforzi. Nel frattempo Sam e Castiel, dopo molti tentativi, riescono a far rinsavire Gabriele, ridotto male dopo anni di torture, ma Asmodeus attacca il bunker nel tentativo di imprigionare di nuovo l'arcangelo: questi, tuttavia, dopo aver ingerito l'ultima fiala contenente la sua grazia, riesce a uccidere il Principe infernale. Sam e Castiel mettono in guardia Gabriele sull'imminente arrivo di Michele e gli chiedono di unirsi alla loro battaglia, ma lui si rifiuta di collaborare e se ne va. Scadute le 24 ore, Dean ritorna al bunker mentre Ketch decide di restare nell'altra dimensione per trovare Mary e Jack. Sam e Castiel informano Dean su ciò che è accaduto: il cacciatore non riesce a trattenere la rabbia quando scopre che Gabriele è andato via e senza la sua grazia non possono riaprire il varco, ma Castiel gli promette che troveranno di nuovo l'arcangelo. Intanto Lucifero si dimostra inadatto al ruolo di re del Paradiso e confessa ad Anael di aver mentito riguardo alla capacità di poter creare nuovi angeli: quando questa gli esterna il suo disappunto, Lucifero la attacca e lei decide quindi di lasciarlo.
- Supernatural Legends: angeli, demoni, viaggi inter-dimensionali, esorcismo.
- Guest star: Richard Speight Jr. (Gabriele), Felicia Day (Charlie Bradbury), David Haydn-Jones (Arthur Ketch), Jeffrey Vincent Parise (Asmodeus), Danneel Ackles (Anael), Erica Cerra (Duma), Marco Grazzini (comandante del campo prigionieri).
- Altri interpreti: Tim Beckmann (padre Davis), Corey Schmitt (angelo).
- Ascolti USA: telespettatori 1,53 milioni - rating 18-49 anni 0,5%[22]

## Alleanze
- Titolo originale: Funeralia
- Diretto da: Nina Lopez-Corrado
- Scritto da: Steve Yockey

### Trama
Sam e Dean si rivolgono a Rowena per chiedere il suo aiuto e riaprire il portale, ma la strega rifiuta in quanto si trova a una festa a Portland, in Oregon, per degli affari personali, durante la quale si imbatte nella direttrice di una casa farmaceutica e le lancia un incantesimo che la porta all'autocombustione. La notizia giunge ai Winchester: Dean sospetta che la responsabile sia proprio Rowena e rimprovera Sam per averle permesso di usare l'incantesimo del Grimorio che ha ridato i pieni poteri alla strega, quindi ora devono occuparsi di lei. Giunti in Oregon, Sam e Dean vengono seguiti dalla mietitrice Jessica la quale rivela che Rowena sta uccidendo delle persone che non erano ancora destinate a morire e anche i mietitori, col rischio di scatenare un effetto farfalla, così si offre di aiutarli per fermala. I fratelli chiedono a Jessica perché non potrebbe agire in prima persona, ma la mietitrice rivela che ci sono delle leggi da rispettare e inoltre Rowena è destinata a morire definitivamente per mano di Sam. Nel frattempo Castiel si reca in Paradiso per chiedere agli angeli di aiutarlo a trovare Gabriele e, con sua grande sorpresa, viene accolto senza opposizioni nonostante le ultime divergenze. Duma, messa al corrente del pericolo imminente, propone un accordo a Castiel: riportare Gabriele in Paradiso e in cambio avere l'aiuto degli angeli nella guerra con il Michele dell'altra dimensione. Nella discussione interviene anche Naomi che ha finto la sua morte per riprendersi dall'attacco di Metatron. Naomi rivela a Castiel, ancora arrabbiato con lei per le torture che gli ha inflitto in passato, che tra il Paradiso e la Terra ci sono poco più di dieci angeli e dunque riportare un arcangelo è fondamentale nel mantenere in piedi il Paradiso. Infatti, senza creature celesti che danno energia, il Paradiso è sul punto di crollare e ciò porterebbe miliardi di anime a riversarsi sulla Terra. Sam e Dean scoprono che Rowena sta uccidendo i membri di una losca azienda farmaceutica e i mietitori incaricati di portarli nell'aldilà in modo da ottenere un colloquio con la Morte per convincerla a riportare in vita Crowley, in quanto si sente responsabile per la perdita di suo figlio e ritiene che meritasse di meglio nonostante le divergenze tra i due. La strega, avendo scoperto che nel suo destino è scritto che sarà Sam a ucciderla definitivamente, scappa con uno dei suoi trucchi, ma Sam deve fermarla e a malincuore le spara. Rowena blocca il proiettile coi suoi poteri, rapisce Sam e prepara un incantesimo per ucciderlo. Billie, la nuova Morte, interviene per fermare Rowena che minaccia di uccidere il cacciatore per avere indietro suo figlio. Billie non cede al ricatto della strega che alla fine decide di lasciare Sam in vita e capisce che non vi è rimedio agli errori del passato. Distrutta dal dolore, Rowena viene confortata da Sam e Dean che le spiegano che non deve sentirsi in colpa per la morte di Crowley in quanto il demone aveva fatto le sue scelte che hanno segnato il suo destino. I Winchester, dopo averle rivelato il ritorno di Lucifero, le danno la possibilità di redimersi e la reclutano per combattere Michele.
- Supernatural Legends: angeli, stregoneria, Mietitori, Morte.
- Guest star: Amanda Tapping (Naomi), Lisa Berry (Billie/Morte), Ruth Connell (Rowena), Erica Cerra (Duma).
- Altri interpreti: Kayla Stanton (Jessica), Luc Roderique (Indra), Franckie Francois (Martin).
- Ascolti USA: telespettatori 1,38 milioni - rating 18-49 anni 0,5%[24]

## Affari in sospeso
- Titolo originale: Unfinished Business
- Diretto da: Richard Speight Jr.
- Scritto da: Meredith Glynn

### Trama
Central City, Colorado. Sam e Dean vengono raggiunti da Gabriele, che ha intenzione di vendicarsi di Loki (dal quale ha imparato a diventare un trickster) e dei suoi figli per averlo venduto ad Asmodeus. I due fratelli lo aiutano e alla fine l'arcangelo accetta di collaborare con loro per fermare Michele. Una volta giunti al bunker Sam chiede a Dean il motivo dei suoi ultimi comportamenti solitari e questi gli risponde che non ha intenzione di perderlo di nuovo come durante l'ultima Apocalisse, ma Sam gli risponde che qualunque cosa accadrà la affronteranno insieme. Nel frattempo, nel mondo apocalittico, Jack, Mary e i capi della resistenza giungono all'ex quartier generale di Michele dopo che questi l'ha abbandonato e vi trovano Kevin: il giovane profeta rivela che l'arcangelo si sta recando a sud, dove il confine tra i mondi è più sottile, e che ha intenzione di infliggere a Jack una sonora sconfitta nonostante le sue ultime vittoriose escursioni contro gli angeli; fatto ciò, sperando ancora nella promessa di Michele di rivedere in Paradiso sua madre, si fa esplodere con un incantesimo e Jack riesce a salvare solo Mary.
- Supernatural Legends: angeli, mitologia norrena.
- Guest star: Samantha Smith (Mary Winchester), Richard Speight Jr. (Gabriele/Loki), Osric Chau (Kevin Tran), Tarun Keram (Jakob).
- Altri interpreti: Fletcher Donovan (Sleipnir), Michael Adamthwaite (Narfi), Sandy Robson (Fenrir).
- Ascolti USA: telespettatori 1,51 milioni - rating 18-49 anni 0,5%[25]

## Batti il diavolo
- Titolo originale: Beat The Devil
- Diretto da: Phil Sgriccia
- Scritto da: Robert Berens

### Trama
I fratelli Winchester con Castiel e Rowena tentano di riaprire il varco interdimensionale, ma Gabriele non ha ancora ricaricato del tutto la sua grazia. Castiel propone di usare quella di Lucifero, seppur i fratelli siano titubanti, e grazie all’intervento di Gabriele e la magia di Rowena, riescono a rapire Lucifero che si lascia catturare facilmente. Quest'ultimo afferma che non ha più ragione di esistere, perché non riesce più a percepire suo figlio. Sam propone di non uccidere Lucifero, ma di usarlo come fonte di grazia per tenere aperto il portale il più possibile. Rowena rimane a sorvegliare il diavolo mentre Sam, Dean, Castiel e Gabriele si recano nel mondo apocalittico dove poco dopo incontrano Floyd e Maggie, diretti anch'essi al campo di Jack e Mary. La strada più rapida per raggiungere il campo è passare in un tunnel infestato dai vampiri, così i sei decidono comunque di attraversarlo ma Sam muore dopo esser stato attaccato e viene portato via dai vampiri. Castiel rincorre il vampiro ma per Sam è tardi, Dean sconvolto dalla morte del fratello decide di continuare la sua missione per raggiungere il campo. Nel frattempo Lucifero lancia delle provocazioni a Rowena la quale riferisce che anche Jack si trova nell'altra dimensione, ma che il ragazzo non lo considererà mai come un padre. Lucifero si arrabbia e riesce a liberarsi dal giogo di Rowena ma, dopo aver tentato di strangolarla, lei lo respinge con un incantesimo facendolo cadere nello squarcio dell'altra dimensione. Rowena vorrebbe approfittarne per scappare via col Grimorio Nero, ma si sente in colpa a lasciare i suoi amici nell'altra dimensione, quindi cerca un modo per tenere aperto il varco senza la grazia di un arcangelo. Dean, Castiel, Gabriele e Maggie raggiungono il campo e trovano Mary, alla quale dicono che Sam non è sopravvissuto. In realtà Sam viene riportato in vita da Lucifero che, dopo aver ucciso un gruppo di angeli, ha potuto ricaricare la sua grazia e gli offre un patto: aiutare l'arcangelo a sviluppare un legame con suo figlio o morire di nuovo per mano dei vampiri; a malincuore Sam accetta. Jack non accetta che Sam sia morto e chiede a Castiel e a Gabriele come mai non l’abbiano riportato in vita, ma i due angeli rispondono che non sono abbastanza forti per farlo. Dean decide di tornare indietro a recuperare il corpo del fratello, quando all’improvviso riappare Sam in carne e ossa con Lucifero al suo seguito che per la prima volta vede Jack.
- Supernatural Legends: viaggi interdimensionali, angeli, vampiri.
- Guest star: Samantha Smith (Mary Winchester), Richard Speight Jr. (Gabriele), Ruth Connell (Rowena), Katherine Evans (Maggie).
- Musiche: Cat's In the Cradle (Harry Chapin).
- Ascolti USA: telespettatori 1,39 milioni - rating 18-49 anni 0,4%[26]

## Il grande esodo
- Titolo originale: Exodus
- Diretto da: Thomas J. Wright
- Scritto da: Eugenie Ross-Leming e Brad Buckner

### Trama
Sam rivela che è stato salvato da Lucifero il quale ora vuole unirsi alla squadra e parlare con Jack, ma Dean e Castiel sono contrari. Dean ordina a Gabriele di uccidere Lucifero con la Lama degli Arcangeli, ma Lucifero afferma che Gabriele è troppo debole per farlo. Jack si innervosisce e vola via, così Gabriele si offre di andare a recuperarlo. Lucifero vuole collaborare e si lascia ammanettare con delle manette enochiane, inoltre informa il gruppo che ha lasciato a Rowena un po’ della sua grazia e dunque hanno circa 31 ore prima di poter tornare. In realtà Rowena è preoccupata perché il varco temporale sta vacillando e rischia di chiudersi, dunque cerca un incantesimo per tenerlo aperto il più possibile. Sam si scusa con Dean per aver portato con sé Lucifero, ma il fratello lo abbraccia e gli dice che è felice che sia vivo. Dean è preoccupato per cosa potrebbe fare Lucifero, ma Sam gli risponde che se ne occuperà lui. Intanto Jack ripensa al videomessaggio che gli ha lasciato sua madre prima di morire in cui dice che nessuno ha il potere di dirgli cosa deve fare o chi deve essere, e che è normale che lui voglia ritrovare suo padre. Mary rivela ai figli che non ha intenzione di abbandonare la causa dei ribelli, Dean si infuria e cerca di far capire alla madre che non possono vincere anche le battaglie di altri mondi mentre Sam comprende la scelta della madre e pertanto i fratelli Winchester decidono di proporre di recarsi momentaneamente nel loro mondo per escogitare un piano con cui fermare Michele. Nel frattempo Jack ritorna al campo e decide di ascoltare Lucifero, seppur Castiel sia riluttante. Jack vuole sapere perché tutti lo odiano, Lucifero risponde che tutto il male che c’è nel mondo non è dovuto solo a lui, che tra l'altro è rimasto per tanti anni prigioniero nella gabbia, ma anche degli uomini che sono imperfetti. Lucifero dice che la sua unica colpa è quella di esser stato imprigionato ed esiliato ingiustamente solo per non aver rispettato l’opera di suo padre, gli uomini. Poi Jack vorrebbe fare altre domande circa i suoi poteri e la sua famiglia, Dean interviene perché vorrebbe evitare che Lucifero cerchi di influenzare il ragazzo, ma lui chiede di essere lasciato solo con Lucifero. Inoltre Mary cerca di convincere Dean a non preoccuparsi e lasciare che sia Jack a vedere il lato oscuro del padre, quindi gli chiede di essere più comprensivo col ragazzo perché da quando è lì ha fatto grandi cose ma ha anche perso molte persone. Mentre guidano i ribelli verso il portale, Jack propone a Sam di uccidere Michele unendo i suoi poteri con quelli di Lucifero, ma Sam non è d'accordo. Nel frattempo Gabriele avvisa i ribelli che sono stati intercettati da un gruppo di angeli di Michele; questi vengono vaporizzati da Lucifero, che scioglie le manette dicendo che in quella dimensione quelle protezioni non funzionano. Sam e Dean convincono i ribelli a seguirli nella loro dimensione, ma loro sono diffidenti e decidono di mettere ai voti la scelta di lasciare il loro mondo. Lucifero cerca di apparire come la vittima punita da suo padre, ma Gabriele gli dice di non farsi illusioni perché Jack non sceglierà lui in quanto il ragazzo è buono, e che il sangue di sua madre Kelly e l’influenza dei Winchester lo aiuteranno a rimanere tale. Lucifero dice che può essere una buona influenza anche lui, perché è cambiato, ma Gabriele, che lo conosce da quando è nato, sa che il fratello non cambierà mai. Gabriele gli ricorda che un tempo lui era buono, ma non ha sopportato che suo padre amasse gli uomini di più di quanto amasse lui, e così Lucifero li ha corrotti per dimostrargli quanto fossero inferiori e imperfetti. Inoltre Dio l’ha imprigionato perché era come un tumore da fermare e ha voluto bloccarlo dal principio, ma ormai era troppo tardi; come ora è troppo tardi per Lucifero per redimersi. Intanto Ketch e Charlie sono stati catturati dagli angeli e vengono torturati dal Castiel della dimensione apocalittica. Sam, Dean, Castiel e Mary riescono a liberare Charlie e Ketch mentre Castiel ha un confronto con il Castiel apocalittico: quest'ultimo è incredulo di vedere un angelo alleato con gli umani, ma Castiel gli risponde che un tempo era fedele ai suoi simili e, dopo avergli detto che preferisce stare con gli umani, lo pugnala. Bobby rivela ai fratelli Winchester che tutto il gruppo di ribelli vuole recarsi nella loro dimensione, però Jack prima di andare via vuole uccidere Michele. Lucifero cerca assieme a Sam di dissuaderlo, facendogli capire che gli resta poco tempo, così Jack decide di andare con loro. Una volta giunti davanti al portale, tenuto aperto da Rowena, ormai sfinita, arriva Michele: Gabriele viene ucciso nel tentativo di fermarlo mentre Sam, ultimo rimasto, mette al tappeto Lucifero lasciandolo nel mondo apocalittico prima di attraversare anche lui il portale. Al bunker, Bobby e gli altri festeggiano l'ingresso nel nuovo mondo grazie ai Winchester mentre Michele e Lucifero si accordano per aprire di nuovo il portale e perseguire i propri obiettivi: continuare a vivere con il figlio per il diavolo, e divenire il padrone del mondo per Michele.
- Supernatural Legends: angeli, viaggi inter-dimensionali.
- Guest star: Jim Beaver (Bobby Singer), Felicia Day (Charlie Bradbury), David Haydn-Jones (Arthur Ketch), Richard Speight Jr. (Gabriele), Christian Keyes (Michele).
- Ascolti USA: telespettatori 1,30 milioni - rating 18-49 anni 0,4%[27]

## Che lo spasso abbia inizio
- Titolo originale: Let The Good Times Roll
- Diretto da: Robert Singer
- Scritto da: Andrew Dabb

### Trama
Bobby rivela a Mary che i sopravvissuti del mondo apocalittico si sono ormai ambientati: Ketch è tornato su suoi passi, Rowena e Charlie sono a fare un tour nel Sud Ovest e che lui stesso è indeciso sul rimanere o ritornare a casa. Mentre passeggiano, i due cacciatori trovano il cadavere di Maggie, una ragazza del loro gruppo. Dean, Sam, Jack e Castiel, nel frattempo, tornano da una caccia di licantropi e il maggiore dei Winchester rivela al fratello che con il Nephilim a sostituirli possono pensare di ritirarsi. Dean sente Jack urlare e scopre che il ragazzo stava avendo un incubo: il ragazzo si sente in colpa per non esser riuscito a salvare tutte quelle persone che nella dimensione apocalittica e crede di non essere abbastanza forte; Dean gli dice che essere forti non basta, ma si può sempre migliorare perché i problemi che si presenteranno li risolveranno assieme, come una famiglia. Giunta la notizia della morte di Maggie, i ragazzi cominciano a indagare e interrogano la sua amica, Ryan, tornata con lei dall’altra dimensione, che li indirizza a Nate, il commesso di un negozio che aveva un appuntamento con lei. Jack si reca subito da Nate e lo attacca, dando per scontato che sia lui l'assassino. Castiel cerca di fermare Jack, ma il ragazzo scaraventa via l'angelo, poi Dean spara diversi colpi a Jack, sapendo che non lo ferirà, solo per avere la sua attenzione. I Winchester fanno capire al Nephilim che Nate è innocente, quindi lui lo lascia andare e scappa, ripensando a tutte le persone a cui ha fatto del male. Rimasti al negozio, i Winchester e Castiel vengono raggiunti da Michele, ma i tre riescono a bloccarlo temporaneamente con del fuoco sacro. Intanto Jack viene raggiunto da Lucifero: il ragazzo pensava che suo padre fosse morto e invece scopre che Sam ha mentito e ha lasciato Lucifero nell’altra dimensione. Lucifero fa capire al figlio che loro sono diversi dagli umani e qualsiasi cosa loro facciano per aiutarli non riescono e peggiorano solo la situazione, quindi convince Jack a seguirlo per ripartire da capo. Jack accetta di partire col padre a patto che lui riporti in vita Maggie, pertanto i due giungono assieme al bunker, dove ci sono Mary e Bobby, increduli di vedere che il diavolo è riuscito a tornare, e dopo aver resuscitato Maggie, i due spariscono. Sam e Dean tornano al bunker e interrogando Maggie scoprono che a ucciderla è stato proprio Lucifero. Poco dopo Michele giunge al bunker avendo la meglio su Dean e Castiel, poi Sam prega Jack di aiutarli: il Nephilim interviene e mette fuori gioco Michele, ma quest'ultimo invita Lucifero a fermare le torture del figlio ricordandogli del loro accordo. Jack costringe suo padre a rivelargli l'accordo che aveva stretto con l'arcangelo, decidendo poi di abbandonarlo dopo aver scoperto tutte le sue menzogne. Inoltre i Winchester rivelano che Maggie è stata uccisa da Lucifero, quest'ultimo prova a difendersi ma Jack con i suoi poteri lo costringe a dire la verità. Dopo che Lucifero ha confessato l'assassinio della ragazza e di quanto gli sia piaciuto, Jack lo rinnega come padre ritenendolo un mostro. Lucifero allora estrae la grazia del figlio e la assorbe, per poi teletrasportarsi assieme a lui, ma Sam, nel tentativo di afferrare Jack, sparisce con loro. Lucifero, tornato a pieni poteri, inizia a torturare Sam, cercando di ucciderlo; Jack si riprende ma viene facilmente battuto da Lucifero. Intanto al bunker Michele, ormai ridotto a pezzi, rivela che Lucifero ha intenzione di assorbire i poteri del figlio per poi ucciderlo e distruggere l'universo. Dean convince Michele che solo lui può fermare Lucifero, ma l'arcangelo dice di non avere abbastanza forze e dopo lo scontro col Nephilim il suo tramite si è danneggiato. Dean, non avendo altra soluzione, propone allora a Michele di diventare il suo tramite, la sua Spada, come era sempre stato destinato a essere e, per fermare definitivamente il diavolo purché rimanga sempre lui al comando: l'arcangelo accetta. Lucifero dice a Jack e Sam che uno dei due dovrà uccidere l'altro, altrimenti ucciderà entrambi. Sam si rifiuta, fino a quando non raccoglie la lama dell’arcangelo e la offre a Jack dicendogli di ucciderlo, perché è l’unico che può batterlo; Jack pensa di non esserne capace e vuole pugnalarsi perché pensa che solo Sam e suo fratello possano battere veramente Lucifero. Prima che Jack possa ferirsi mortalmente, giunge Michele, nelle vesti di Dean, che comincia a combattere con Lucifero. Quest'ultimo sembra avere la meglio, ma Sam riesce a passare la Lama dell'Arcangelo a Dean, che ha l'occasione di uccidere Lucifero. Alla fine dello scontro, tuttavia, Michele prende il controllo del corpo di Dean e fugge via. L’episodio si chiude con Michele, nel corpo di Dean, che cammina in tranquillità sulla Terra.
- Supernatural Legends: licantropi, angeli.
- Guest star: Jim Beaver (Bobby Singer), Samantha Smith (Mary Winchester), Christian Keyes (Michele).
- Ascolti USA: telespettatori 1,63 milioni - rating 18-49 anni 0,5%[28]